# Gold's Gym
 (octobre 2016).
Si vous disposez d'ouvrages ou d'articles de référence ou si vous connaissez des sites web de qualité traitant du thème abordé ici, merci de compléter l'article en donnant les références utiles à sa vérifiabilité et en les liant à la section « Notes et références ».
Gold's Gym est une chaîne américaine de salles de sport fondée par Joe Gold. Un des Gold's Gym les plus connus qui est aussi la première salle de sport Gold's Gym, est situé à Venice Beach, Californie et était fréquenté par Arnold Schwarzenegger, Dexter Jackson, Stan Mcquay, Mike O'Hearn… Mais ce Gold's Gym est aussi fréquenté par des stars d'Hollywood telles que Dwayne Johnson, Jessica Alba, Keanu Reeves, Morgan Freeman…
Le siège social est situé à Dallas, Texas.

## Histoire de l'entreprise
La première salle de sport Gold's Gym a été ouverte en août 1965 à Venice Beach à Los Angeles en Californie. Surnommée "la Mecque du Bodybuilding", cette salle a été fréquentée par Arnold Schwarzenegger et Dave Draper et a été le décor du film Arnold le Magnifique (Pumping Iron en anglais) (1977).
En 1970, Joe Gold vend son entreprise.
Aujourd'hui, Gold's Gym prétend être la plus grande chaîne de salles de sport mixtes dans le monde avec plus de 700 salles dans 37 états des États-Unis et dans 20 autres pays. Gold's Gym compte environ 3,5 millions de membres avec à peu près autant d'hommes que de femmes.